# The R.E.D. Album
The R.E.D. Album werd uitgebracht op 19 augustus 2011 na bijna twee jaar vertraging. Het is het vierde studioalbum van de Amerikaanse rapper Game. Eerst werd gedacht dat The R.E.D. album zou worden uitgebracht onder Aftermath Entertainment, het platenlabel van Dr. Dre, en daarmee Games terugkomst zou worden bevestigd. Dit bleek uiteindelijk onjuist toen duidelijk werd dat het album onder DGC Records werd uitgegeven.

## Achtergrond
Nadat Game in 2008 het album LAX had uitgegeven gaf hij aan dat er rekening moest worden gehouden met een eventueel einde van zijn solocarrière omdat hij meer tijd met familie wou doorbrengen en met andere dingen bezig wilde zijn die op dat moment belangrijker waren. Toch werd geopenbaard, vroeg in mei 2009, dat Game zou zijn begonnen aan zijn volgende album met de werktitel D.O.C. (Diary Of Compton) waarbij hij hulp zou hebben gevraagd van originele N.W.A-leden zoals Dr. Dre, MC Ren, DJ Yella en Ice Cube. Later, in november 2009, werd in een interview van HipHopDX met Game duidelijk dat het album werd opgeschort omdat hij hulp nodig had van Dr. Dre, Snoop Dogg en Ice Cube. In datzelfde interview werd de echte titel van het album RED door Game onthuld. Later maakte Game zijn comeback bekend nadat hij na het uitkomen van L.A.X. met pensioen zou zijn gegaan. In een interview met MTV bevestigde Game dat de titel van het album was afgeleid van RE-Dedication in plaats van zijn toetreding tot "The Bloods", een straatbende uit Los Angeles, wat eerder werd gedacht.

## Muziek

### Productie
Game gaf aan dat Pharrell Williams en Dr. Dre executive producers zouden zijn van het album maar later nam hij zijn woorden terug toen hij niet zeker was of Dr. Dre überhaupt nog zou produceren voor het album. Later werd door Game bekendgemaakt dat Mars van het productieduo 1500 Or Nothing' ook een excecutive producer van het album was. Andere producers van het album zijn onder andere: Cool & Dre, DJ Khalil, Boi-1da, DJ Premier en The Futuristics.

### Gastbijdrages
Door de productiejaren heen werden meerdere artiesten genoemd die een bijdrage zouden leveren aan album. Een aantal van deze artiesten waren: Justin Timberlake, Robin Thicke, Ashanti en Bow Wow. Uiteindelijk zouden artiesten als Dr. Dre, Snoop Dogg, Lil' Wayne, Chris Brown, Nelly Furtado, Young Yeezy, Rick Ross en Big Boi (bekend van Outkast) wel een bijdrage leveren aan het album.

### Singles
Op 2 maart 2011 werd het nummer "Red Nation" aangekondigd als de eerste single van het album in samenwerking met Lil. Wayne en geproduceerd door Cool & Dre. De single behaalde weinig succes in de Amerikaanse hitlijsten mede door de banning van de videoclip door MTV en BET. Op YouTube werd de clip meer dan drie miljoen keer bekeken waardoor MTV en BET het alsnog overwegen de clip alsnog uit te zenden.
Op 22 juni 2011 werd "Pot Of Gold" aangekondigd als de tweede officiële single van het album. Het nummer is een samenwerking met Chris Brown en werd door The Futuristics geproduceerd. In tegenstelling tot "Red Nation" behaalde "Pot Of Gold" wel wereldwijd chartsucces waarna op 25 juli de videoclip werd uitgebracht.

## Nummers
1. "Dr. Dre Intro"  Performed by Dr. Dre  - 0:26
2. "The City"  Ft. Kendrick Lamar  - 5:41
3. "Drug Test"  Ft. Dr. Dre, Snoop Dogg & Sly  - 2:46
4. "Martians vs. Goblins"  Ft. Lil. Wayne & Tyler the Creator  - 3:48
5. "Red Nation"  Ft. Lil. Wayne  - 3:49
6. "Dr. Dre 1  Performed by Dr. Dre  - 0:25
7. "Good Girls Go Bad  Ft. Drake  - 4:38
8. "Ricky" - 4:07
9. "The Good, The Bad, The Ugly" - 2:28
10. "Heavy Artillery"  Ft. Rick Ross & Beanie Sigel  - 4:14
11. "Paramedics"  Ft. Young Yeezy  - 4:56
12. "Speakers on Blast  Ft. Big Boi & E40  - 5:11
13. "Hello"  Ft. Lloyd  - 3:49
14. "All The Way Gone"  Mario & Wale  - 4:07
15. "Pot Of Gold"  Ft. Chris Brown  - 3:21
16. "Dr. Dre 2"  Performed by Dr. Dre  - 0:24
17. "All I Know" - 4:03
18. "Born In The Trap" - 3:46
19. "Mama Knows"  Ft. Nelly Furtado  - 3:52
20. "California Dream" - 6:12
21. "Dr. Dre Outro"  Performed by Dr. Dre  - 0:30

## Hitnoteringen

### NederlandseAlbum Top 100
| Hitnotering: 27-08-2011 t/m 17-09-2011 | Hitnotering: 27-08-2011 t/m 17-09-2011 | Hitnotering: 27-08-2011 t/m 17-09-2011 | Hitnotering: 27-08-2011 t/m 17-09-2011 | Hitnotering: 27-08-2011 t/m 17-09-2011 | Hitnotering: 27-08-2011 t/m 17-09-2011 |
| Week:                                  | 1                                      | 2                                      | 3                                      | 4                                      |                                        |
| -------------------------------------- | -------------------------------------- | -------------------------------------- | -------------------------------------- | -------------------------------------- | -------------------------------------- |
| Positie:                               | 45                                     | 50                                     | 50                                     | 74                                     | uit                                    |

### VlaamseUltratop 100Albums
| Hitnotering: 27-08-2011 t/m 24-09-2011 | Hitnotering: 27-08-2011 t/m 24-09-2011 | Hitnotering: 27-08-2011 t/m 24-09-2011 | Hitnotering: 27-08-2011 t/m 24-09-2011 | Hitnotering: 27-08-2011 t/m 24-09-2011 | Hitnotering: 27-08-2011 t/m 24-09-2011 | Hitnotering: 27-08-2011 t/m 24-09-2011 |
| Week:                                  | 1                                      | 2                                      | 3                                      | 4                                      | 5                                      |                                        |
| -------------------------------------- | -------------------------------------- | -------------------------------------- | -------------------------------------- | -------------------------------------- | -------------------------------------- | -------------------------------------- |
| Positie:                               | 75                                     | 32                                     | 45                                     | 48                                     | 77                                     | uit                                    |